# Kleingärtnerische Nutzung
Die kleingärtnerische Nutzung ist ein Begriff des deutschen Bundeskleingartengesetzes (BKleingG). Im BKleingG wird auch die Art der Nutzung und Bewirtschaftung des Kleingartens im Gegenzug zur Pachtpreisbindung und im Unterschied zu Wochenenddomizilen verbindlich vorgeschrieben.
Die Definition der kleingärtnerischen Nutzung findet sich in § 1 (Begriffsbestimmungen) Absatz 1 des BKleingG. Sie lautet:

„Ein Kleingarten ist ein Garten, der
1. dem Nutzer (Kleingärtner) zur nichterwerbsmäßigen gärtnerischen Nutzung, insbesondere zur Gewinnung von Gartenbauerzeugnissen für den Eigenbedarf, und zur Erholung dient (kleingärtnerische Nutzung) und
2. in einer Anlage liegt, in der mehrere Einzelgärten mit gemeinschaftlichen Einrichtungen, zum Beispiel Wegen, Spielflächen und Vereinshäusern, zusammengefaßt sind (Kleingartenanlage).“

Für die kleingärtnerische Nutzung (1.) ergibt sich daraus die gärtnerische Nutzung als materielle Nutzung und die gleichzeitige Nutzung zur Erholung als ideelle Nutzung.
Für die materiellen Dinge des Kleingartens hat sich folgende Einteilung in drei Kategorien entwickelt:
1. Gartenerzeugnisse: Anpflanzung insbesondere von Obstgehölzen, Gemüsepflanzen, Wildgemüsepflanzen, Heilpflanzen und Gewürzpflanzen, Wildfruchtpflanzen, Feldfruchtpflanzen und dazu die Nutzung von Frühbeetkästen, Kleingewächshaus, Kompostplatz etc.
2. Zierpflanzen und Gräser: Anpflanzung von Sommerblumenpflanzen, Zwiebel- und Knollenpflanzen, Stauden, Ziergehölzen (Laubgehölze, Moorbeetpflanzen, Rosen, Klettergehölze) möglichst ohne Nadelhölzer wie Eiben, sowie Rasen durch Bewuchs mit Gräsern.
3. Bauliche Anlagen und sonstige Einrichtungen: Laube, Rankgerüste, Sitzplätze, Wasserbecken, Biotop, Hauptweg, Zaun, Gartentür, Sandkasten, Schaukel, Bienenstand, gestalterische Elemente etc.

Der Bundesgerichtshof hat im Urteil III ZR 281/03 vom 17. Juni 2004 die Beifügung „insbesondere zur Gewinnung von Gartenbauerzeugnissen für den Eigenbedarf“ präzisiert und geurteilt, dass „in der Regel wenigstens ein Drittel der Fläche zum Anbau von Gartenerzeugnissen für den Eigenbedarf“ zu nutzen sei. Es versteht sich von selbst, dass von den Anpflanzungen Obstgehölze und Gemüsepflanzen (Kategorie 1) die größten Gruppen zur Gewinnung von Gartenerzeugnissen sind.
Im Kleingarten ist nach § 3 BKleingG eine Laube in einfacher Ausführung mit höchstens 24 m² Grundfläche einschließlich überdachtem Freisitz zulässig. Sie darf nach ihrer Beschaffenheit, insbesondere nach ihrer Ausstattung und Einrichtung, nicht zum dauernden Wohnen geeignet sein.
Die Erholung im Kleingarten erfolgt mannigfaltig insbesondere durch gärtnerische Betätigung, Entspannung und Ruhe. Das ist im Kleingarten und in der Kleingartenanlage unabhängig von bestimmten Nutzungsarten und Flächenanteilen überall möglich. Nicht notwendig ist die zusätzliche Ausweisung materieller Sachen zur Erholung.
Die besonderen Beschränkungen des Grundstückseigentümers in Bezug auf die Höhe der Pacht und auf Kündigungsmöglichkeiten sind wesentlich durch den Nutzungszweck des Gartenanbaus über die kleingärtnerische Nutzung (§ 1 BKleingG) gerechtfertigt. Dazu gehören die Bestimmungen des § 3 BKleingG, nach dem die Belange des Umweltschutzes, des Naturschutzes und der Landschaftspflege bei der Nutzung und Bewirtschaftung des Kleingartens berücksichtigt werden sollen.
In Deutschland darf als Pacht höchstens der vierfache Betrag der ortsüblichen Pacht im erwerbsmäßigen Obst- und Gemüsebau verlangt werden (§ 5 BKleingG). Nach einer Studie des Bundesministeriums für Verkehr, Bau und Stadtentwicklung lag die Pacht 2007 mit durchschnittlich 17 Cent/m² erheblich unterhalb des Pachtpreises für Wochenenddomizile und Campingplätze. Hierdurch wird auch für Menschen mit geringerem Einkommen die Möglichkeit geschaffen, einen eigenen Platz in naturnaher Umgebung in einer Kleingartenanlage zu finden.